# Martin Bay Pedersen
Martin Bay Pedersen (født 1980 i Silkeborg), er direktør for firmaet Netomia, der er grundlagt i 1999.
Han er desuden skaberen af chatportalen NationX, der er grundlagt i 2003.

## Eksterne Henvisninger
- Netomia's hjemmeside. Arkiveret 21. oktober 2020 hos  Wayback Machine